# Maciej Rolbiecki
Maciej Rolbiecki (ur. 1786, zm. 6 marca 1831) – podpułkownik Wojska Polskiego.

## Życiorys
Urodzony w powiecie michałowskim na Pomorzu, pochodził z rodziny szlacheckiej herbu Sas, był synem Karola i Marianny z Kucharskich. Po początkowych naukach w domu rodzinnym został wcielony do pruskiej szkoły kadetów w Chełmnie (1794), później przeszedł do Wyższego Zakładu Kadetów w Berlinie (1798), który ukończył w 1801. Służył w 33 regimencie piechoty (stacjonującym w Kłodzku), brał udział w bitwie pod Auerstädt (14 października 1806). Doszedł do stopnia porucznika.
W 1807 przeszedł do Wojska Polskiego. 3 kwietnia tego roku został kapitanem. Przez pewien czas pełnił służbę w sztabie generała Jana Henryka Dąbrowskiego. Zachowując obowiązki w sztabie, miesiąc później został przydzielony do 2 pułku piechoty (późniejszego 10 pułku piechoty). Brał udział w oblężeniu Gdańska (1807), potem m.in. w kampanii rosyjskiej 1812, uczestniczył w bitwach pod Tylżą (28 grudnia 1812) i Labiau (3 stycznia 1813). W 1913 generał Jean Rapp mianował go szefem batalionu w 10 pułku piechoty i udzielił pochwały za męstwo w obronie Gdańska. W latach 1813–1814 przebywał w niewoli rosyjskiej.
W lutym 1815 podjął służbę w armii Królestwa Polskiego. W randze majora został przydzielony do Pułku 1-go Strzelców Pieszych w Warszawie, dowodził tam kolejno 2 i 1 batalionem. W październiku 1820 otrzymał awans na podpułkownika. Od stycznia 1830 czasowo zastępował generała Piotra Szembeka na stanowisku dowódcy brygady. W t.r. prezentował swój pułk przed przebywającym w Królestwie Polskim carem Mikołajem I, uzyskując uznanie i pochwały. W maju 1830 został odznaczony Znakiem Honorowym za 20 lat wzorowej służby oficerskiej.
Po wybuchu powstania listopadowego nakłonił generała Piotra Szembeka do przystąpienia do powstańców. Od 7 grudnia 1830 do 31 stycznia 1831 był dowódcą Pułku 1-go Strzelców Pieszych. Przydzielony do Sztabu Głównego, wkrótce popełnił samobójstwo, być może załamany odsunięciem od czynnej służby wojskowej.
Miał synów Teodora Kajetana (autora rozpraw na tematy agrarne) i Aleksandra Przemysława (urzędnika administracji leśnej).